# Ilegales (banda española)
Ilegales es un grupo español de rock, creado en Asturias a finales de los años 70 por su líder Jorge Martínez.

## Trayectoria

### Inicios
Los inicios del grupo se remontan a 1977, cuando Jorge Martínez, su hermano Juan Carlos y David Alonso formaron el trío Madson que, dos años después, cambió su nombre por el de Los Metálicos. Juan Carlos Martínez abandonó posteriormente el grupo, siendo sustituido por Íñigo Ayestarán al bajo. En ese momento, se rebautizaron como Ilegales.
En 1981 ganaron el concurso de rock Ciudad de Oviedo, lo que les permitió participar en la grabación de un disco colectivo, en este caso con los temas Europa ha muerto, La Fiesta y Princesa equivocada. Unos meses después lanzaron un sencillo que incluía La Pasta en la mano y Revuelta juvenil en Mongolia. En 1982 el productor Paco Martín les pidió que grabaran su primer trabajo. En su primer disco, titulado  Ilegales, Jorge Martínez usa frases contundentes y concisas que reflejan una visión nihilista de un ambiente urbano marginal, donde las drogas, la delincuencia y la violencia son omnipresentes.

### Primeros discos
En 1983  Ilegales se republicó en el sello Hi-Fi Electrónica, mostrando en portada una fotografía que diseñó la artista Ouka Leele, que se convertiría en un icono del grupo, y alcanzó un éxito que superó al del disco independiente producido por Paco Martín. En 1984, con una formación formada ya por Jorge Martínez —voz, guitarra—, Willy Vijande —bajo, coros— y David Alonso —batería—, graban y lanzan su segundo disco, Agotados de esperar el fin. Este nuevo álbum impulsó al grupo al éxito nacional. Mientras tanto, CBS reeditó su primer álbum.
A pesar del éxito comercial, Jorge estaba insatisfecho con la producción del segundo álbum. Por ello improvisó como productor del tercer álbum, Todos están muertos, que apareció en 1985 en Epic Records.

### Discóbolo Records
Ya en la cima de su éxito, Ilegales fundó con su mánager, Manolo Macías, el sello Discóbolo Records, cerrando un acuerdo con la distribuidora Nuevos Medios para la edición de un disco doble en directo, grabado en el Big Ben de Mollerussa. Dos años después, en 1988, el grupo firmó un contrato con el sello Hispavox, filial de EMI, para el que debutaron con el cuarto álbum de estudio, titulado Chicos pálidos para la máquina.
Para la grabación del disco, el grupo pasó a ser un quinteto con la llegada de Alfonso Lantero a la batería —en sustitución de David Alonso—, el saxofonista Juan Flores y el teclista Antolín de la Fuente. En el concierto de apoyo al disco cuentan con Alejandro Felgueroso, que sustituye al asistente Willy Vijande, y que participará en el quinto disco, titulado (A la luz o a la sombra) todo está permitido, que graban Rafa Kas y Jaime Beláustegui, baterista del grupo Los Locos.´

### Disolución y vuelta
En 2010 anuncian el fin de la banda, que se acompaña de una gira de despedida llamada Adiós amiguitos. La gira se extiende hasta inicios de 2011. Jorge Martínez comienza un nuevo proyecto llamado Jorge Ilegal & Los Magníficos
A finales de 2014, Jorge Martínez anuncia que sigue componiendo temas que "suenan a Ilegales y es una estupidez hacer que las grabe cualquier otro grupo", volviendo en 2015 la banda con sus integrantes Jorge Martínez, Jaime Belaústegui en la batería y Alejandro Espina en el bajo.

### Últimos trabajos
En 1992, el quinteto realizó más cambios para la grabación del disco Regreso al sexo quimicamente puro: Willy regresa momentáneamente y luego da paso a Alejandro Blanco.
En 2007, se publicó el álbum Zem, una experiencia de nu jazz para Xuan Zem. En 2017 se lanzó su álbum Mi vida entre las hormigas en Virgin Records.
En junio de 2018 participaron en el concierto FNAC Live'18 junto a Los Enemigos y Carolina Durante.
En 2022, coincidiendo con el 40 aniversario de la banda, se publica su álbum La lucha por la vida, álbum de colaboraciones acompañado de una gira por España y América. La gira española termina en octubre de 2023 y finaliza en Latinoamérica en enero de 2024.
A finales de noviembre de 2024 anuncian gira de presentación de su nuevo disco Joven y arrogante para 2025.

## Integrantes
- Jorge Martínez – voz, guitarra
- Íñigo Ayestarán – bajo (hasta 1983)
- Willy Vijande - bajo desde 1983
- Alejandro “Espina” Blanco – bajo (fallecido en 2016)[10]
- David Alonso – batería
- Jaime Beláustegui – batería
- Rubén Mol – batería
- Alfonso Lantero – batería
- Juan Flores – saxofón.
- Antolín de la Fuente – teclados
- Rafa Kas – guitarra
- Alejandro Felgueroso – bajo
- Mike Vergara – teclados, guitarra rítmica
- Toni Tamargo - teclados y guitarra rítmica

## Discografía

### Álbumes
- Ilegales (1982)
- Agotados de esperar el fin (1984)
- Todos están muertos (1985)
- Directo (1986)
- Chicos pálidos para la máquina (1988)
- (A la luz o a la sombra) todo está permitido (1990)
- 20 canciones (1991)
- Regreso al sexo químicamente puro (1992)
- El corazón es un animal extraño (1995)
- El apóstol de la lujuria (1998)
- El día que cumplimos 20 años (2002)
- Si la muerte me mira de frente me pongo de lao (2003)
- 126 canciones ilegales (2009) - Caja que contiene los 9 álbumes de estudio de la banda, sencillos y varios temas inéditos.
- 11 canciones ilegales (2010)
- Ni un minuto de silencio (2012) - Directo en LP y en DVD
- La vida es fuego (2015)
- Mi vida entre las hormigas (2017)
- Rebelión (2018)
- La lucha por la vida (2022)
- Joven y arrogante (2025)

### Sencillos
- Revuelta juvenil en Mongolia - La pasta en la mano (1982)
- Europa ha muerto - La fiesta (1983)
- Soy un macarra - Para siempre (1984)
- El piloto - Destruye (1984)
- Hacer mucho ruido - Todo lo que digas que somos... (1985)
- Princesa equivocada - ¡Hola, mamoncete! - Destruye - Revuelta juvenil en Mongolia (directo) (1986)
- Ángel exterminador - En el pasado (1988)
- Al borde - El fantasma de la autopista (1988)
- Lavadora blues (1988)
- Con la niebla - Acabaremos mal (1988)
- Me gusta cómo hueles - Instrumental (1990)
- Chistes rock en ya menor (1990)
- (A la luz o a la sombra) todo está permitido (1990)
- Te prefiero lejos (2020)
- Juventud, egolatría (2020)
- Reptil interior (2020)
- Juancho Canal (2020)